# Deutschhof (Heilbronn)

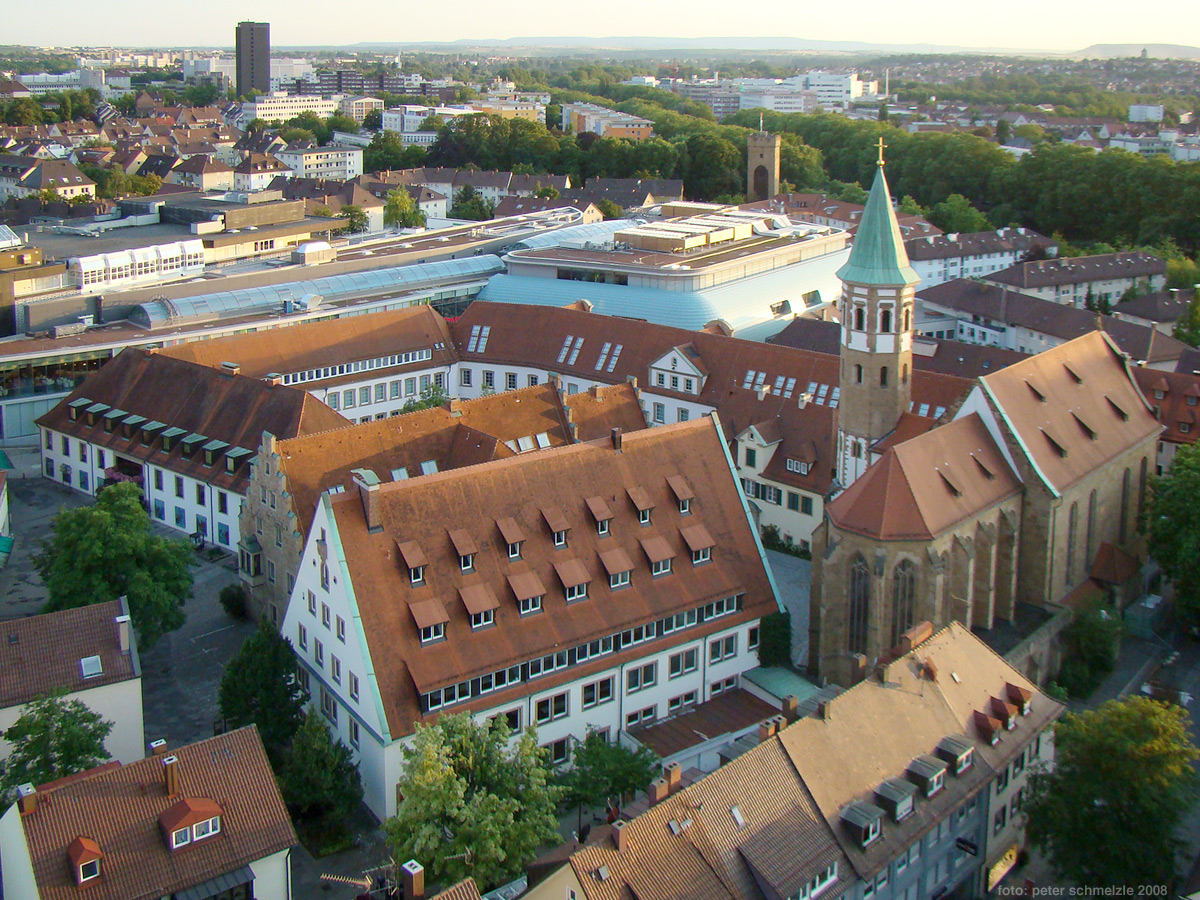
Münster und Deutschhof (Stand 2008)

Der Deutschhof ist ein innerstädtisches Quartier in Heilbronn, das auf die um 1225 gegründete Heilbronner Kommende des Deutschen Ordens zurückgeht. Der Ordensbesitz mit Deutschhof und zugehörigem Deutschordensmünster St. Peter und Paul bildete ein eigenes Herrschaftsgebiet innerhalb der Stadtmauern der Reichsstadt Heilbronn. Die Gebäudegruppe des Kleinen Deutschhofs entstand im Wesentlichen im 16. Jahrhundert und wurde im 18. Jahrhundert um den Großen Deutschhof erweitert. 1806 kam die Anlage infolge der Säkularisation an Württemberg und war anschließend zunächst Kaserne, später Amts- und Gerichtssitz. Im Zweiten Weltkrieg wurde der Deutschhof beim Luftangriff vom 4. Dezember 1944 weitgehend zerstört. In mehreren Bauabschnitten von 1958 bis 1977 wiederaufgebaut, folgen die Baulichkeiten heute ungefähr ihrer historischen Gestalt. Die Anlage befindet sich im Besitz der Stadt Heilbronn und beherbergt u. a. die Städtischen Museen, das Stadtarchiv Heilbronn mit seinem Haus der Stadtgeschichte und die Volkshochschule.

## Geschichte

### Kommende Heilbronn des Deutschen Ordens
Der Deutsche Ritterorden wurde 1198 gegründet und breitete sich im frühen 13. Jahrhundert durch zahlreiche Stiftungen und den Beitritt wohlhabender Adliger im gesamten Heiligen Römischen Reich aus. Die Anzahl der gegründeten Kommenden im deutschsprachigen Raum erreichte im Zeitraum von 1219 bis 1222 ihren Höhepunkt. 1219 wurde auch eine Kommende in Mergentheim gegründet. Der Orden übte durch päpstliche und kaiserliche Privilegien die alleinige Herrschaft in seinen Gebieten aus.
Die Gründungsgeschichte der Kommende in Heilbronn liegt weitgehend im Dunklen, da während des Bauernkriegs zahlreiche Dokumente verloren gingen. Die Forschung ist sich jedoch einig, dass die Gründung in den 1220er Jahren erfolgt sein muss.
Gemäß einem im 19. Jahrhundert gefundenen Anniversar kommen Ulrich II. von Dürn und seine Mutter Luitgard als Stifter der Heilbronner Kommende in Frage. Ulrich II. von Dürn trat um 1225 in den Deutschen Orden ein. In dieser Zeit erfolgte auch die Stiftung.
Die ältere Forschung (Hess 1954) sieht in dem Stiftungsgut Teile des fränkischen Königshofs, mit dem die Grafen von Lauffen zur Hälfte belehnt gewesen seien. Nach dem Tod des letzten männlichen Vertreters der Grafen von Lauffen Boppo (V.) im Zeitraum von 1216 bis 1219 sei der Besitz über Boppos Tochter Mechthild, die mit Konrad I. von Dürn verheiratet war, an die Herren von Dürn gelangt, und im Rahmen einer Erbauseinandersetzung habe Ulrich II. den Königshof erhalten.
Mittlerweile gilt es als erwiesen, dass sich der Königshof Bereich Kaiserstraße / Gerberstraße / Untere Neckarstraße befunden haben muss, außerdem sprechen zahlreiche weitere Argumente gegen die obige These. Unter anderem erscheint ein Vermächtnis von Mechtild an ihren Schwager wenig plausibel. Der Dürner Besitz in Heilbronn war nachweislich ein Reichslehen, die Reichslehen der Lauffener wurden jedoch nach ihrem Aussterben von den Staufern eingezogen. Das spätere Areal des Deutschhofs befand sich wohl vor ungefähr 1250 noch außerhalb der Stadtmauern. Die Formulierung des Anniversars legt nahe, dass die Dürner lediglich Grund und Boden stifteten. Die fehlenden archäologischen Funde im Bereich des Deutschhofs aus der Zeit vor 1225 deuten ebenfalls in diese Richtung.
Wie die Herren von Dürn in den Besitz des Areals kamen, ist somit unklar. Am plausibelsten gilt momentan eine direkte Belehnung durch Heinrich (VII.), nachdem dieser im Rahmen des Nordhäuser Vertrags Rechte in Heilbronn zurückgewinnen konnte.
Nach Alois Seiler (1991) ist die These einer Stiftung durch Ulrich von Dürn fragwürdig, unter anderem da er in Heilbronn ansonsten nicht in Erscheinung trat und er im Anniversar – im Gegensatz zu einer Erwähnung in Mergentheim – nicht in einer für einen Stifter angemessenen Form erwähnt wird. Seiler zieht das Bistum Würzburg als Stifter in Betracht, da es seinerzeit in Heilbronn die größte Macht auf sich konzentriert hatte und sein Bischof Otto I. von Lobdeburg ein großer Förderer des Deutschen Ordens war.

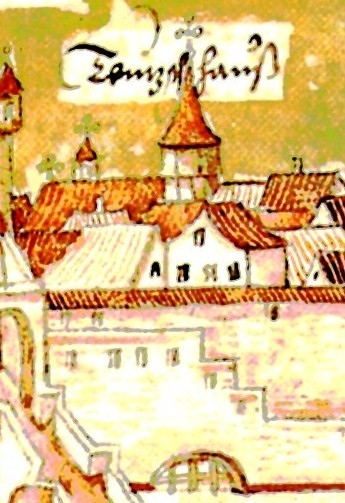
Das Deutschhaus auf einer Stadtansicht von 1557

Aus der Zeit vor 1500 liegen keine Bauakten vor, und Grabungsbefunde werden unterschiedlich gedeutet, so dass es über den ursprünglichen Gebäudebestand keine gesicherten Erkenntnisse gibt. Als sicher anzunehmen ist, dass unmittelbar nach Gründung der Kommende in der ersten Hälfte des 13. Jahrhunderts eine kleine romanische Kirche erbaut oder erweitert wurde, aus der nach zahlreichen Umbauten das Deutschordensmünster St. Peter und Paul hervorgegangen ist. Die angrenzenden Verwaltungs- und Wirtschaftsgebäude bildeten den eigentlichen Deutschhof.
1268 wurde erstmals ein Komtur in Heilbronn erwähnt. Dabei handelte es sich um einen Volmar, der aus dem Heilbronner Patriziergeschlecht der Laemmlin stammen könnte. Wie in vielen anderen Städten könnte die Schicht der Patrizier teilweise die frühen Komture gestellt haben. Die Kommende selbst wurde erst 1279 erstmals urkundlich erwähnt.
Zum Ordensbesitz in Heilbronn zählten neben Kirche und Deutschhof auch ausgedehnte Ländereien, darunter 40 Morgen Wiesen in den Auen des nahen Neckars. Auf Markung des Nachbarorts Sontheim, der um die Zeit der Gründung der Kommende an den Orden kam, hatte die Heilbronner Kommende ihren größten Besitz mit 367 Morgen Wald sowie zahlreichen Weingärten, Äckern, Baumstücken und Gärten. Weiteren Besitz sowie Güter und Rechte besaß die Kommende in zahlreichen Orten der näheren Umgebung. In Talheim wurde vom Orden ein Amtmann zur Verwaltung des dortigen Besitzes eingesetzt. Insgesamt umfasste der Ordensbesitz 507 Morgen Wald, 265 Morgen Äcker, 212 Morgen Wiesen und 34 Morgen Weinberge. Neben den Einnahmen aus Verpachtung und Bewirtschaftung der eigenen Güter hatte der Orden Einnahmen aus Zehntabgaben, Kelter- und Mühlenzwang.
Gleichzeitig mit der Heilbronner Kommende erfuhr auch Heilbronn im 13. und 14. Jahrhundert einen Aufschwung. Nach Stadtwerdung und Loslösung von der Oberhoheit der Bischöfe von Würzburg wurde die Stadt 1371 Reichsstadt. Ordensbesitz und Stadt stellten getrennte Herrschaftsgebiete dar, wenngleich sich der Deutschhof auch innerhalb der Stadtmauern befand. Dies führte vielfach zu Streitigkeiten, z. B. als 1333 ein Neckarhochwasser den Lauf des Neckars über Wiesen des Ordens änderte und zum Neckarprivileg führte oder aber mehrfach über das Asylrecht, das der Orden von der Heilbronner Obrigkeit Gesuchten gewähren konnte. Auf anderen Gebieten war die Zusammenarbeit zwischen Orden und Stadt gut, so 1340 bei der Vergrößerung der zur Wallfahrtskirche gewordenen Kirche des Ordens. Auch die persönlichen Beziehungen von Komturen und Räten waren freundlich.
1401 weilte König Ruprecht von der Pfalz im Deutschhaus. 1414 berief der römisch-deutsche König und spätere Kaiser Sigismund die deutschen Fürsten nach Heilbronn zu einer Zusammenkunft ein und wohnte während dieser Zeit im Deutschhof, 1495 war Maximilian I. Gast des Komturs.
Im 16. Jahrhundert wurde der Deutschhof im Stil der Renaissance erneuert, wobei der kleine Deutschhof im Wesentlichen in seiner heutigen Form mit Komtureigebäude (1512), Staffelgiebelhaus (1546/50) und Ritterherberge (1566) entstand. Zur Anlage des 16. Jahrhunderts zählten außerdem das Steinhaus (1506) für Balleirat und Pflugmeister sowie ein Wirtschaftsgebäude mit Bäckerei, Wäscherei und Pferdeställen. Der Deutschhof wurde um 1600 um den südlich an die Kirche angebauten Stein-Kallenfelsischen Bau mit Fürstenzimmer sowie nach Süden um das Wagen- und Kornhaus erweitert. Dieses heute nicht mehr bestehende Gebäude an der Stelle des heutigen Stadtarchivs unterschied sich von anderen Zehntscheunen durch seine repräsentative Gestaltung mit zwei gotischen Kreuzgewölben.
Im Deutschen Bauernkrieg 1525 plünderten aufständische Bauern den Deutschhof. Mit der Vernichtung sämtlicher schriftlicher Unterlagen der Deutschordens-Verwaltung, welche sie in den vorbeifließenden Kirchbrunnenbach warfen, erhofften sie sich ein für alle Mal ihrer Verpflichtung gegenüber dem Orden entledigen zu können. Dass sie ihr Ziel auf diese Weise nicht erreichten, mussten sie allerdings zu ihrem großen Leidwesen bald feststellen. Den Deutschherren selbst war kein Leid geschehen. Der Komtur berechnete seinen Schaden später auf 20.653 Gulden – eine gewaltige Summe, wegen der sich Kommende und Stadt, die den Bauern ohne Zwang die Tore geöffnet hatte, noch Jahre stritten.

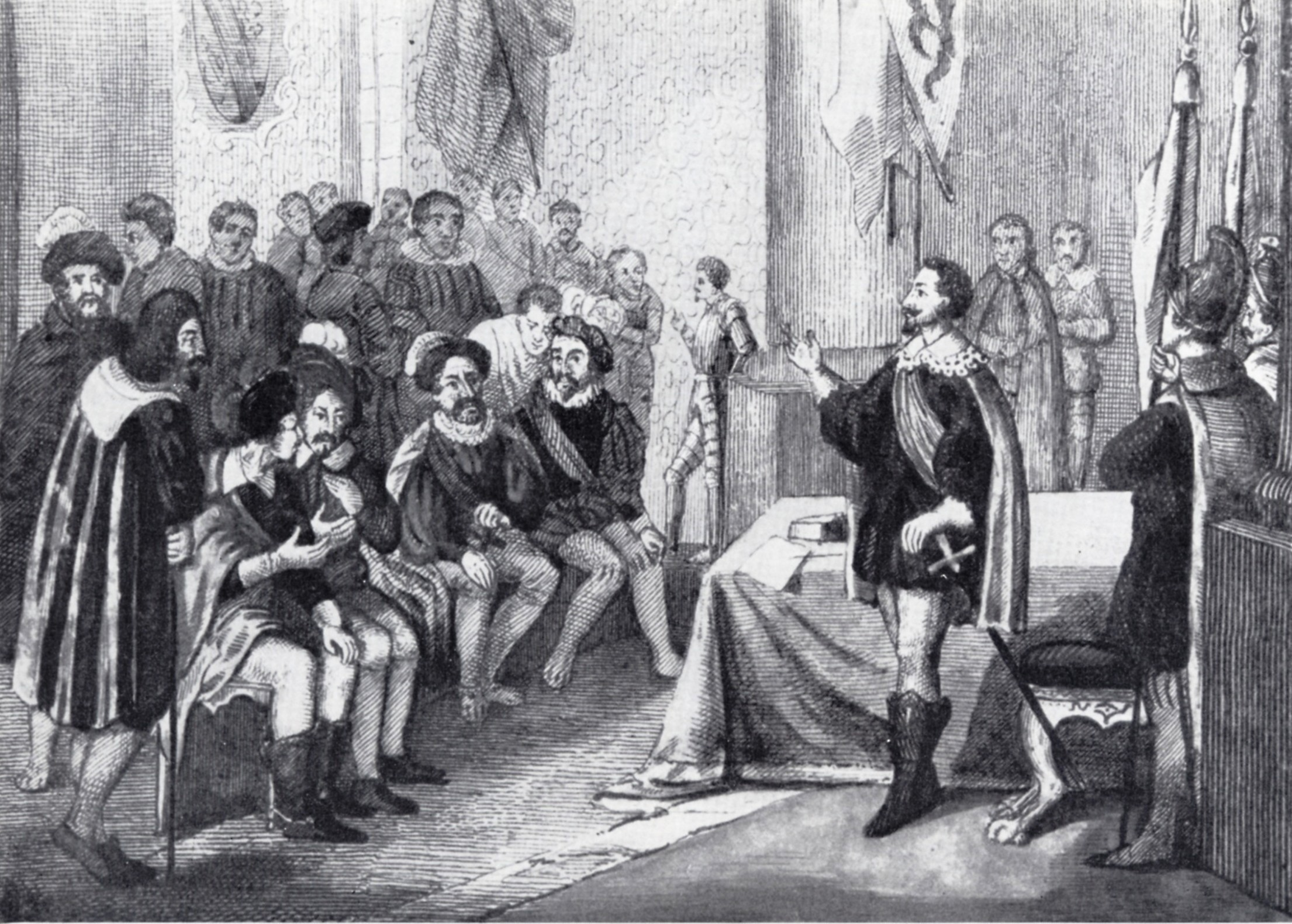
Axel Oxenstierna hält 1633 im Deutschhof den Heilbronner Konvent ab (Lithographie um 1842)

Zur Zeit der Reformation bekannten sich im Spätjahr 1530 Rat und Bürgerschaft zur Augsburger Konfession und wurden in Folge protestantisch, während der Deutsche Orden katholisch blieb. Während des auch als Religionskriegs geführten Dreißigjährigen Kriegs litten die Stadt Heilbronn und ihre Dörfer stark. Nach der Schlacht bei Wimpfen wurde 1622 Neckargartach niedergebrannt, Böckingen geplündert. 1629 zog eine katholische kaiserliche Besatzung in Heilbronn auf. Im Dezember 1631 gelang es den auf protestantischer Seite kämpfenden Schweden, die Stadt einzunehmen, worauf General Gustaf Horn sein Hauptquartier im Deutschhof aufschlug. Die Schweden übergaben den Deutschhof mit seinen zugehörigen Orten am 28. Februar 1632 offiziell der Stadt Heilbronn. Unter Vorsitz des schwedischen Kanzlers Axel Oxenstierna fand 1633 der Heilbronner Konvent im Deutschen Haus statt, bei dem der Heilbronner Bund zwischen Frankreich und Schweden sowie den protestantischen süddeutschen Reichsständen geschlossen wurde. Nach der Niederlage der Schweden in der Schlacht bei Nördlingen erfolgte 1635 die Rückgabe des Besitzes an den Deutschen Orden. Im Pfälzischen Erbfolgekrieg zählten 1689 neben Ratsherren und sonstigen Honoratioren zwei Ordenskomture zu den von Franzosen verschleppten Geiseln.
Kaiser Joseph I. nahm am 21. Juli 1702 Quartier im Deutschen Haus auf dem Weg zur Reichsarmee am Oberrhein. Ihm zu Ehren wurde eine Nachtmusik dargebracht. Es muss ihm gut gefallen haben, weil er bei anderer Gelegenheit am 26. September wieder dort einkehrte, als er sich auf der Reise zur Besichtigung der Belagerung von Landau befand.

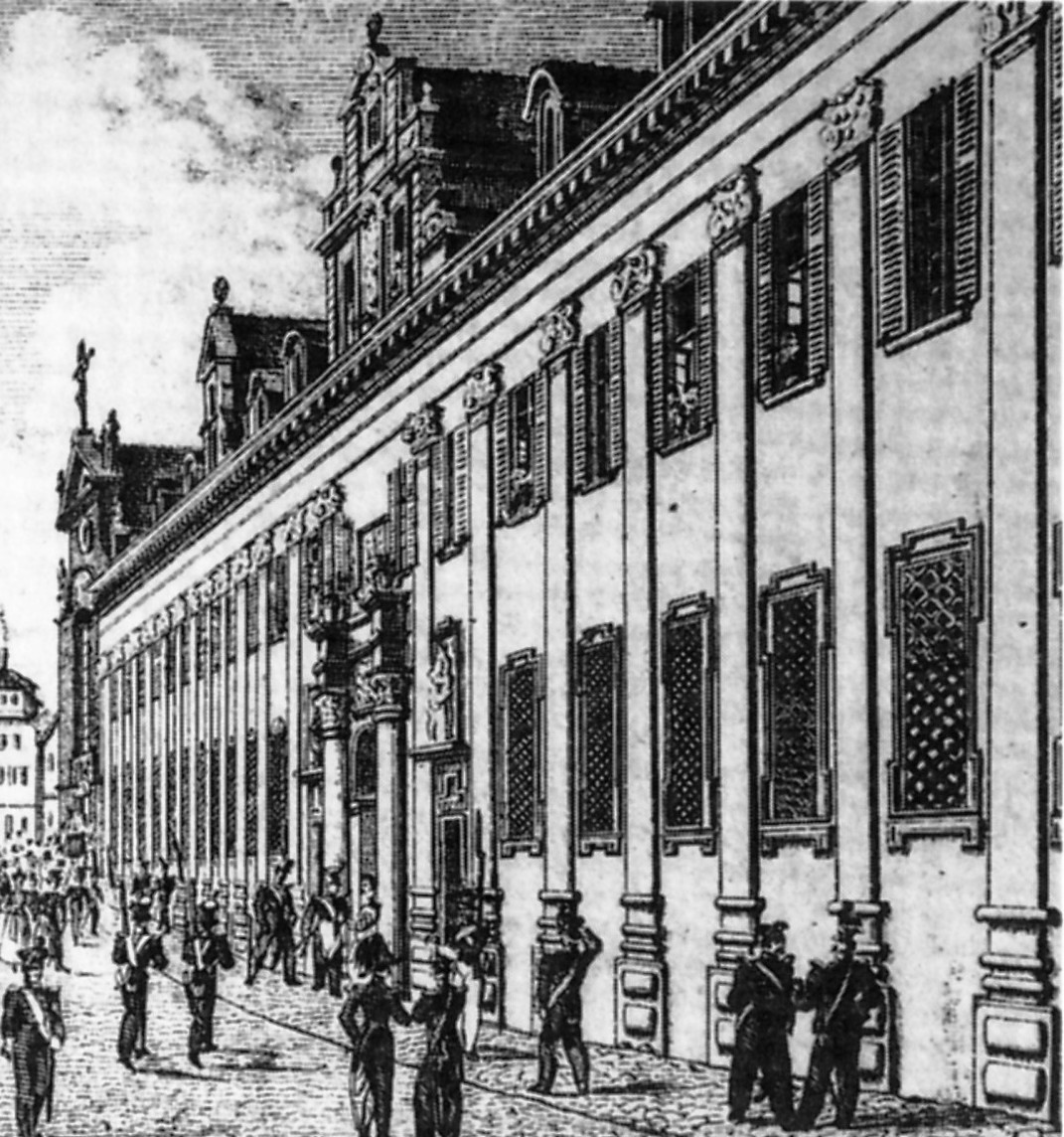
Deutschhoffassade in einer Lithographie der Gebrüder Wolff von 1823

1712 wurde unter Komtur Georg Adolf von Speth und Baumeister Wilhelm Heinrich Behringer im Südwesten der Anlage mit der Errichtung des Neuen Baus begonnen, der einen dort befindlichen in krummer Linie stehenden alten und schadhaften irregulären Bau in drei Bauabschnitten bis 1718 ersetzte, später nach dem Baumeister Behringerbau genannt wurde und den heutigen großen Deutschhof umschließt. Der Bau erfolgte in einer Zeit wirtschaftlicher Prosperität der Kommende, gleichzeitig wurde ab 1717 auch ein Neubau der angeschlossenen Marienkirche sowie der Kirchen in Sontheim und in Degmarn geleistet.
Prinz Eugen und Herzog Karl Alexander von Württemberg machten 1734 nacheinander das Deutsche Haus zu ihrem Hauptquartier, von wo aus sie als Inhaber des Oberkommandos die Truppenbewegung des deutschen Heeres gegen Frankreich leiteten.
1784 wurde die bisherige Hauskommende zur Landkommende der Deutschordensballei Franken erhoben. 1789 wurde die Ballei Franken mit dem Staat des Hoch- und Deutschmeisters zu einem neuen Verwaltungsgebilde vereinigt, und die Besitzungen des Deutschen Ordens in Heilbronn gehörten zum neugebildeten Neckaroberamt des Hoch-Deutschmeistertums in Franken. Die Ballei Franken wurde damals in drei Oberämter, zu Ellingen, an der Tauber und am Neckar aufgeteilt. Das Oberamt am Neckar bestand aus sechs Ämtern, darunter Heilbronn mit Sontheim, Talheim und Degmarn. De jure war der Heilbronner Deutschordenshof Residenz des Landkomturs der Ballei Franken, der bisher in Ellingen in Mittelfranken residiert hatte, weil die Residenzverlagerung für den damaligen Landkomtur Zobel von Giebelstadt eine der Vertragsbestimmungen des neuen Verwaltungsgebildes war. 1797 wurde das häufig umstrittene Asylrecht des Ordens abgeschafft.

### Württembergischer Besitz ab 1805

Portal zum königlichen Landgericht im Deutschhof (1910)

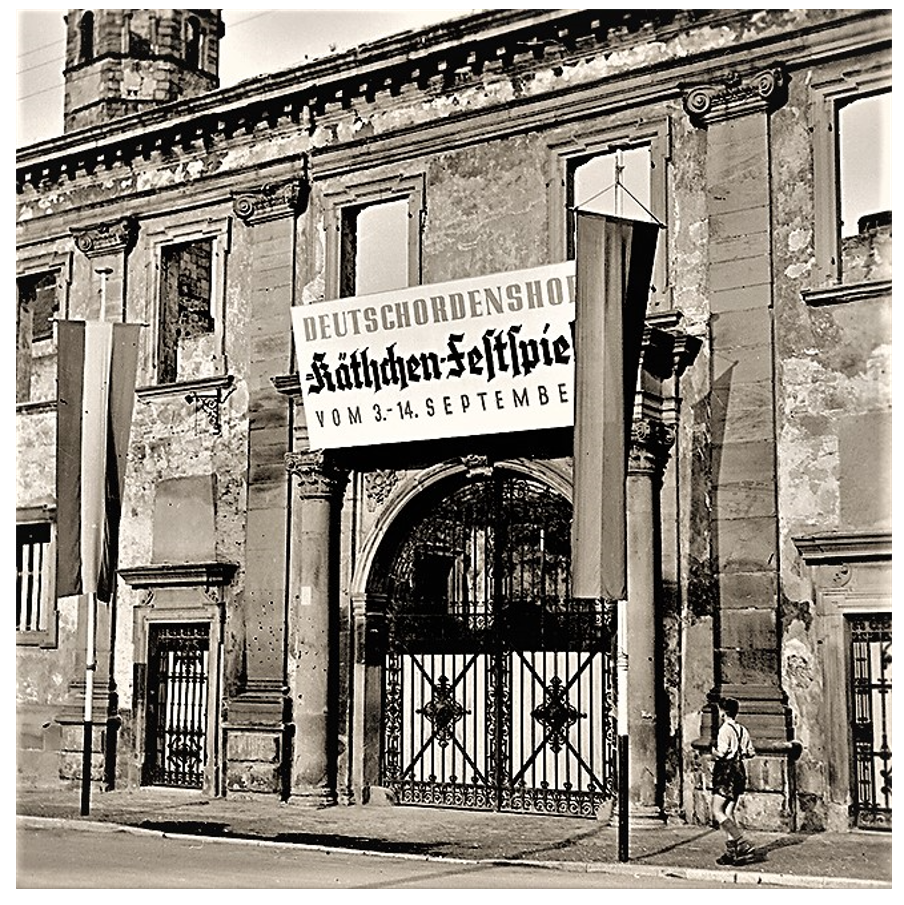
Portal zum ehemaligen königlichen Landgericht im Deutschhof in Heilbronn (1952).

Durch die Säkularisation im Zuge der Koalitionskriege kam die Reichsstadt Heilbronn 1803 an Württemberg. Die Ordenskommende blieb vorläufig unangetastet, wurde dann jedoch bei Ausbruch des Dritten Koalitionskriegs vom Heilbronner Oberamtmann Johann Friedrich Zeller am 27. November 1805 für Württemberg in Besitz genommen. Von 1805 bis 1850 war die Anlage Kaserne, wovon noch der Name der Kasernengasse in der Nähe der Kirchbrunnenstraße herrührt. Ab 1856 war der Deutschhof dann Sitz von Land- und Schwurgericht.
Im Mittelbau des Deutschhofs war von 1856 bis 1877 neben dem Schwurgericht auch eine Synagoge für die Heilbronner Juden eingerichtet.

### Zerstörung im Zweiten Weltkrieg und Wiederaufbau

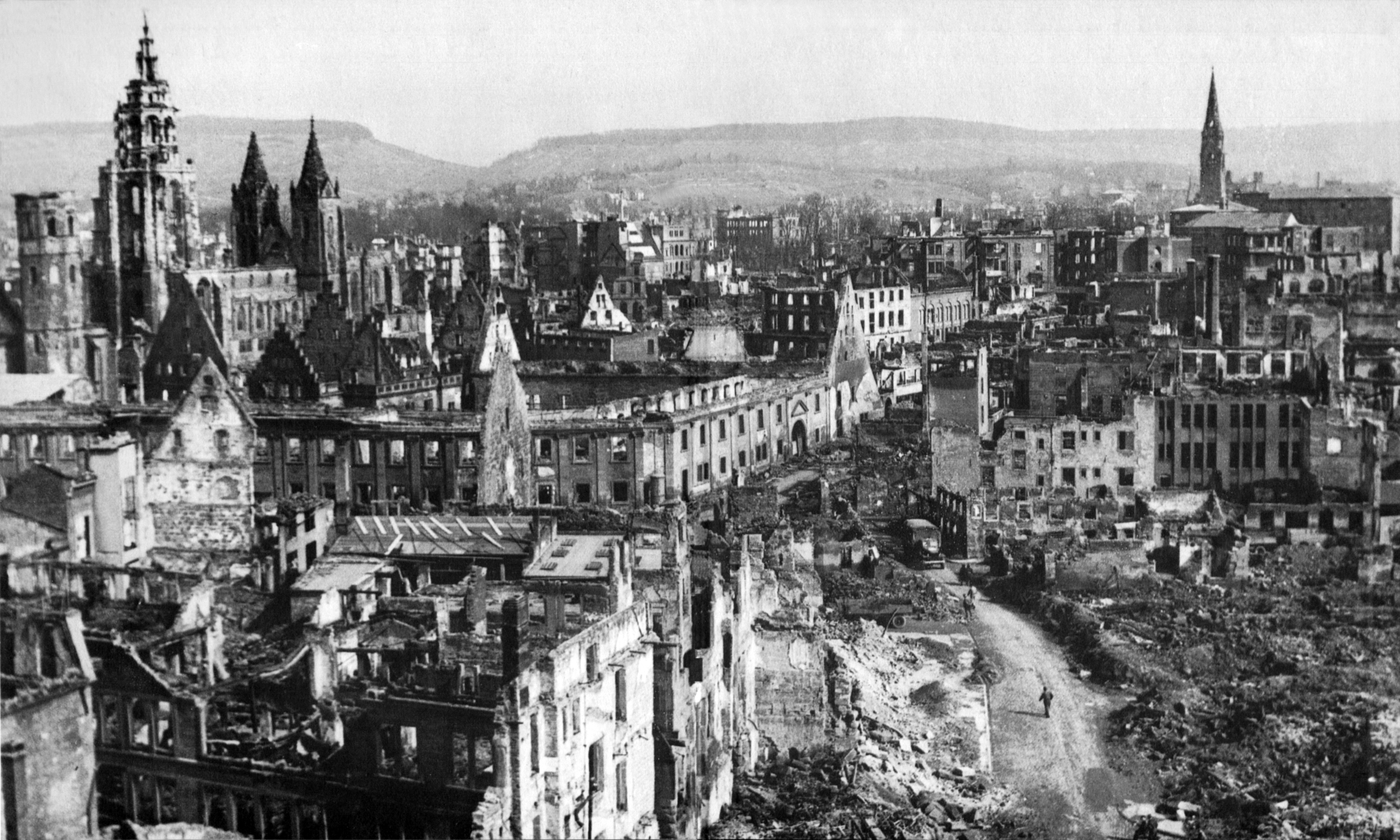
Der zerstörte Deutschhof 1945 (Bildmitte, links)

Im Zweiten Weltkrieg wurde der Deutschhof am 4. Dezember 1944 beim Luftangriff auf Heilbronn zerstört, lediglich Teile der Umfassungswände blieben intakt. Ab 1951 wurden das Deutschordensmünster sowie das katholische Pfarramt wiederaufgebaut. Die Deutschhofruine war in den 1950er Jahren dann die Kulisse für die vom Heilbronner Kulturring unter der Leitung von Carl Robert Frühsorger organisierten Käthchenfestspiele. Ab 1958 erfolgte in mehreren Bauabschnitten auch der Wiederaufbau des restlichen Deutschhofs unter Verwendung bestehender Mauerreste (Staffelgiebelhaus) oder als Nachbildung historischer Gebäude (Ritterhaus). Die architektonische Leitung des Wiederaufbaus hatte Richard Scheffler (1891–1973), die Innenausstattung übernahmen bekannte Heilbronner Künstler, darunter Walter Maisak (1912–2002), Erich Geßmann (1909–2008) und Maria Fitzen-Wohnsiedler (1908–1989).
Die Gebäude wurden lediglich in ihrer äußeren Form wiederhergestellt, im Inneren aber zweckmäßig zu kulturellen Zwecken eingerichtet. Die Volkshochschule und ab 1961 die Stadtbücherei Heilbronn bezogen großzügige Räumlichkeiten. Bis zum Beginn des dritten Bauabschnitts (Archivgebäude) war neben dem Deutschhof bereits ein Kaufhaus errichtet worden, so dass man sich 1974 aus städtebaulicher Sicht zum Abriss des erhaltenen historischen Südgiebels von Korn- und Wagenhalle und Bau eines modernen, 1977 fertiggestellten Archivgebäudes für das Stadtarchiv Heilbronn entschloss. 1978 erwarb die Stadt Heilbronn die restlichen Gebäude im Deutschhof und richtete im Anschluss auch eine städtische Kunstgalerie dort ein.
Die Stadtbücherei hatte 40 Jahre lang, bis zum Jahr 2001, ihren Sitz im Deutschhof und zog dann in das neugebaute Theaterforum K3 neben dem Theater Heilbronn. Die freiwerdenden Räumlichkeiten kamen vor allem der Volkshochschule zugute. Die städtischen Museen und das Stadtarchiv betrieben räumlich getrennte Ausstellungsflächen, die durch den 2011/12 erfolgten Umbau des Archivgebäudes nun durchgängig begehbar sind.

## Beschreibung

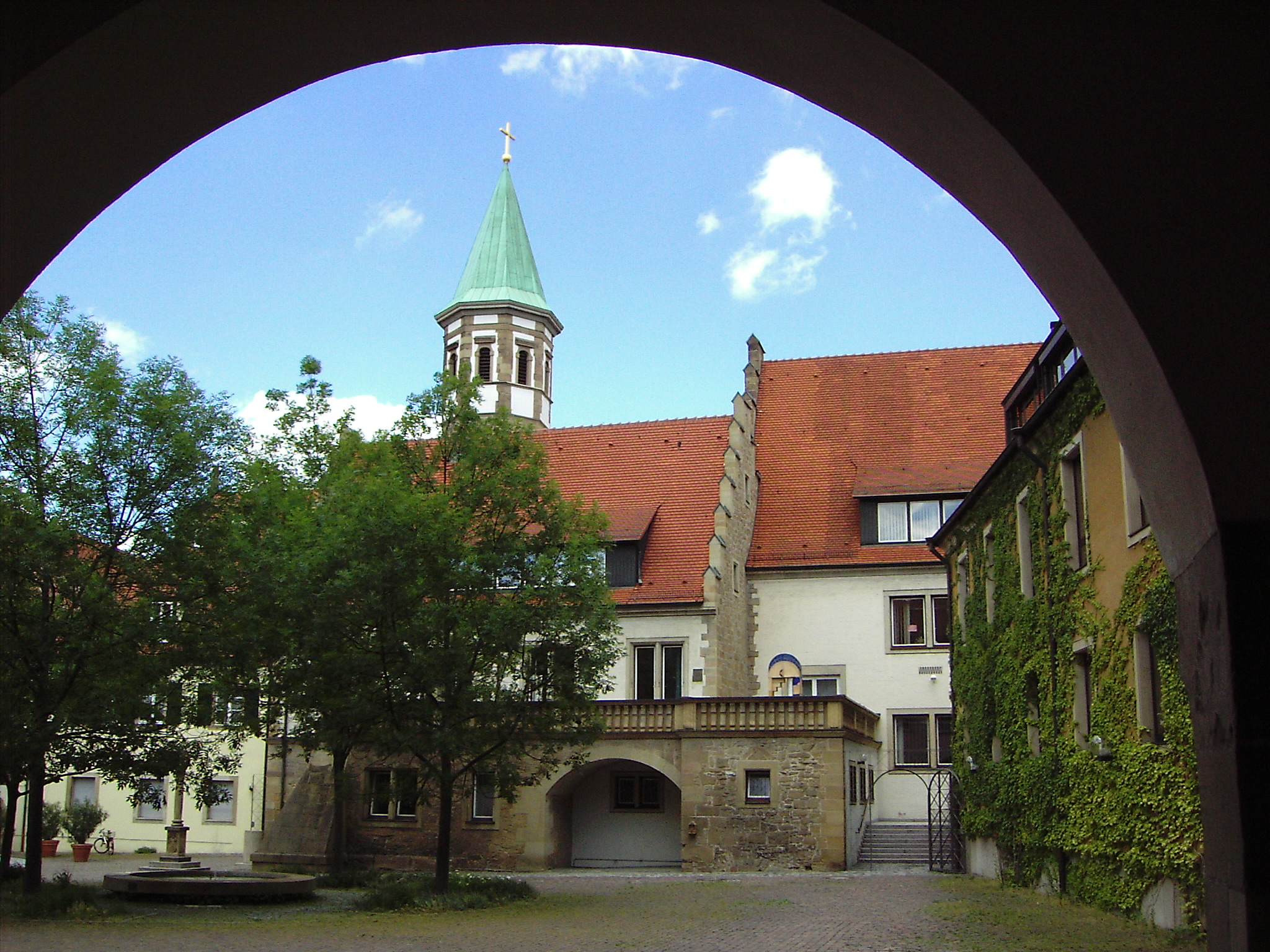
Blick durch Südportal des Großen Deutschhofs auf Komtur- und Staffelgiebelhaus

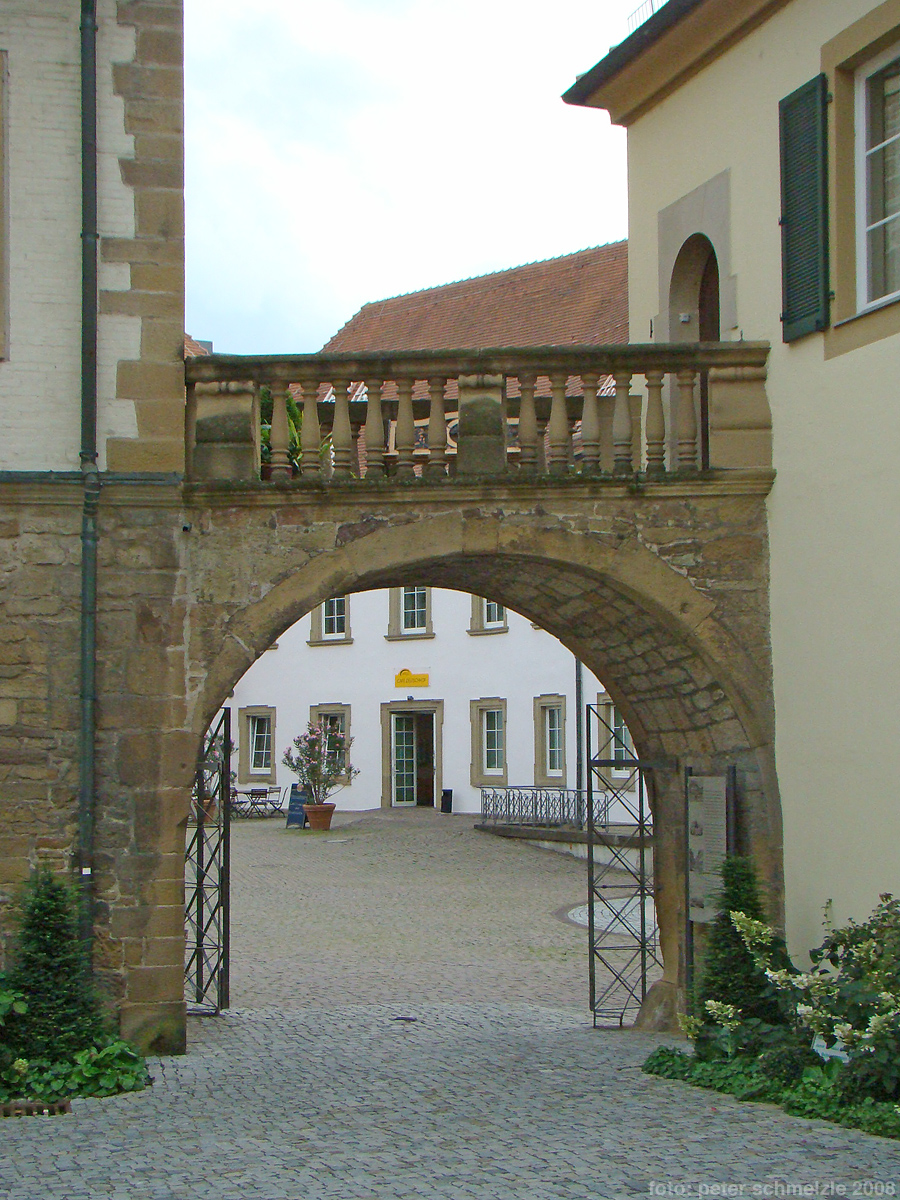
Alte Brücke zwischen Komturhaus und Stein-Kallenfelsischem Bau

Der Deutschhof ist in den Kleinen und den Großen Deutschhof gegliedert. Der Kleine Deutschhof geht auf den ursprünglichen Umfang der Anlage aus dem 13. Jahrhundert mit dem Deutschordensmünster St. Peter und Paul und den im 16. Jahrhundert erneuerten Komtur- und Verwaltungsbauten zurück. Der Große Deutschhof entstand durch Erweiterung der Anlage im 18. Jahrhundert.

### Kleiner Deutschhof
Das älteste Gebäude nach der Kirche ist das 1512 aus Sandsteinen errichtete Komturhaus. Das Erdgeschoss wies kräftige, von massiven Sandsteinsäulen getragene Kreuzgewölbe auf. Im Obergeschoss lag die Wohnung des Komturs. Verschiedene Räumlichkeiten beherbergten Diener, Teile des Archivs und die Kasse. Auch ein kleiner Saal war vorhanden. Im Jahre 1704 wurde das Gebäude unter Friedrich von Stein-Kallenfels nach Westen erweitert. Eine Absetzfuge etwa drei Meter östlich des Westgiebels erbrachte den Beweis, dass der Bau des 16. Jahrhunderts nur bis zu dieser Stelle reichte. Außerdem wurde an der Ecke der ursprünglichen Giebelwand ein Wappenstein des Komturs Hans von Welden aus dem Jahr 1512 gefunden. Das Komturhaus wurde unter Friedrich von Eltz-Rotendorf 1744/45 renoviert und ist über eine balustergerahmte Brücke im Obergeschoss mit der ehemaligen Trappanei, dem so genannten Stein-Kallenfelsischen Bau, verbunden.
Nach Osten schließt sich das 1546–1548 errichtete Staffelgiebelhaus an. Dessen Westseite ziert eine rechtwinklige mit einer Balustrade geschmückte Freitreppe. Der Aufgang führt zum Obergeschoss des Komturhauses. Die Außenwand des ersten Stocks schmückt ein rechtwinkliger Erker, der von Steinkonsolen getragen wird. Dieser Erker hatte eine kreuzgewölbte Decke, in deren Schlussstein das Wappen des Komturs Alexis Diemer mit der Zahl 1548 eingearbeitet ist. An der östlichen Giebelseite befindet sich der gleiche Erker. Unterhalb des Erkers an der Westseite befand sich ein Sandsteinkopf mit Tierohren und weit aufgesperrtem Mund. Ein Sandsteinquader an dieser Stelle trug die Inschrift: Ich bin genannt hornung. Wit unde groz ist mir min slug („Ich werde Hornung genannt. Weit und groß ist mir mein Schlund“). Nach Norden schließt sich ein rechteckiger turmartiger Anbau mit Fachwerk an das Staffelgiebelhaus an. Ein rundbogiges Portal führt hinein. Über diesem Portal in dem turmartigen Sandstein-Fachwerkbau ist ein Dreipassbogen mit dem Ordenswappen und der Jahreszahl 1550. Von der Tür führt eine Wendeltreppe mit hohler Spindel in die oberen Stockwerke. Das dritte Stockwerk ist in Fachwerk ausgeführt. Unter diesem Anbau führte eine Treppe durch ein stark profilierten Rundbogen in einen geräumigen Keller. Dieses Gebäude wird auch alte Synagoge genannt, weil sich im 19. Jahrhundert (bevor die Synagoge an der Allee gebaut wurde) in diesem Gebäude die Synagoge der Heilbronner Juden befunden hat.

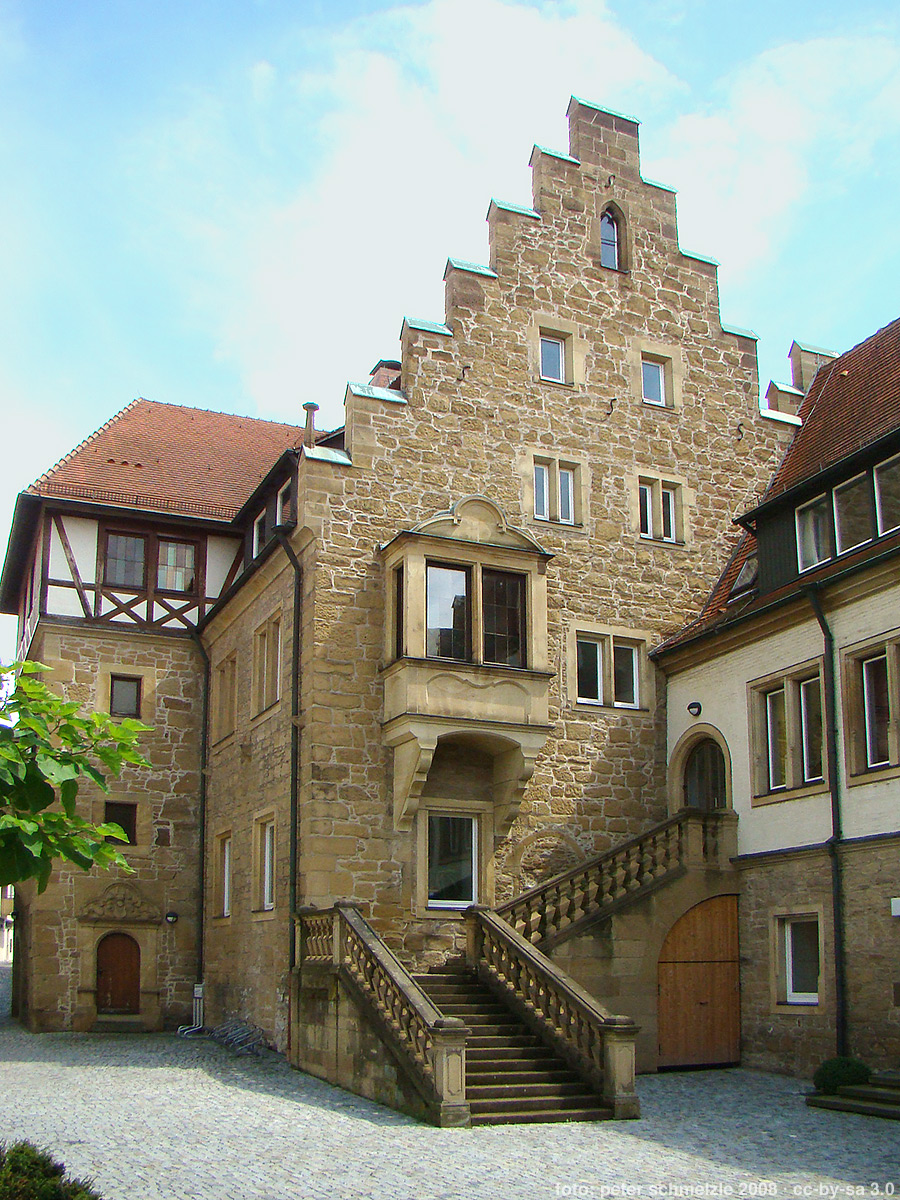
Das Staffelgiebelhaus wurde unter Beibehaltung der historischen Sandsteinmauern wiederaufgebaut
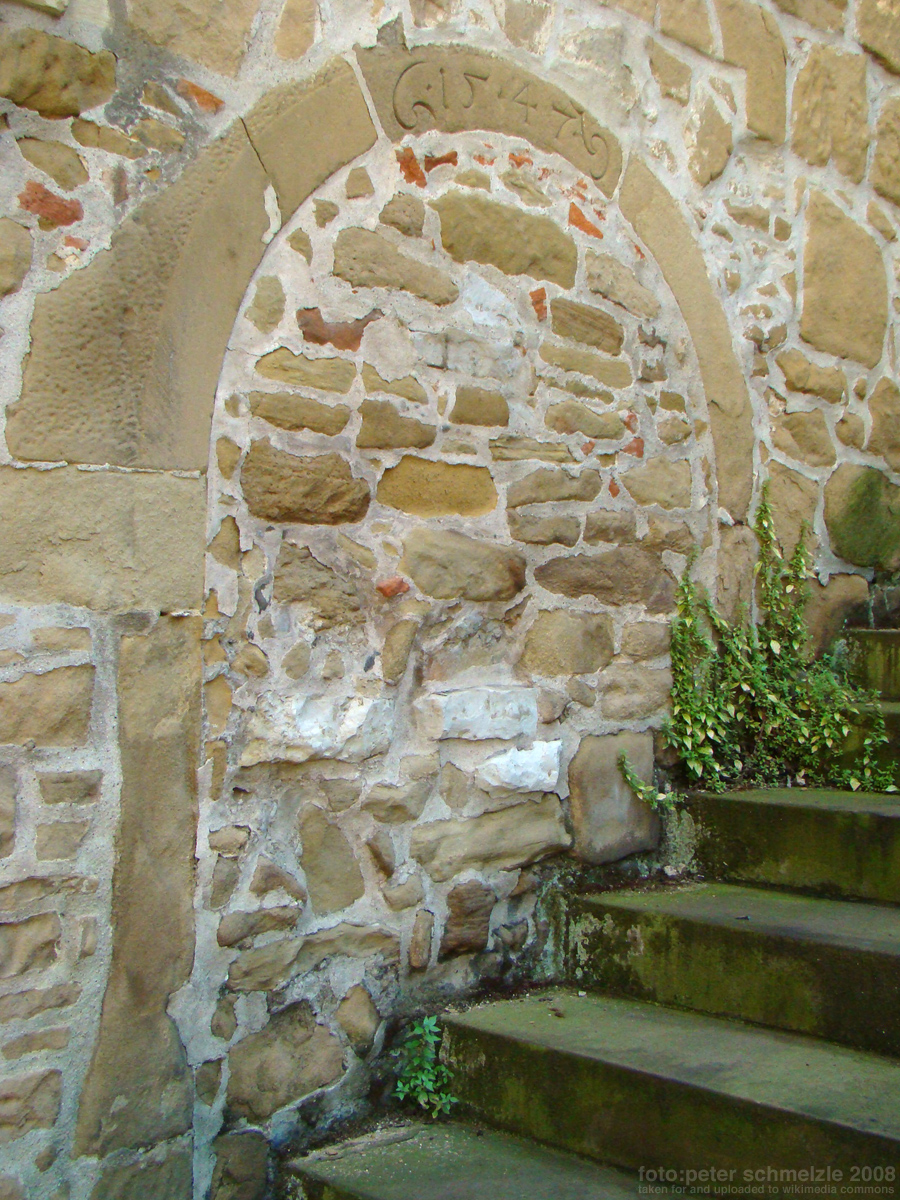
Vermauertes Portal datiert 1547 am Staffelgiebelhaus
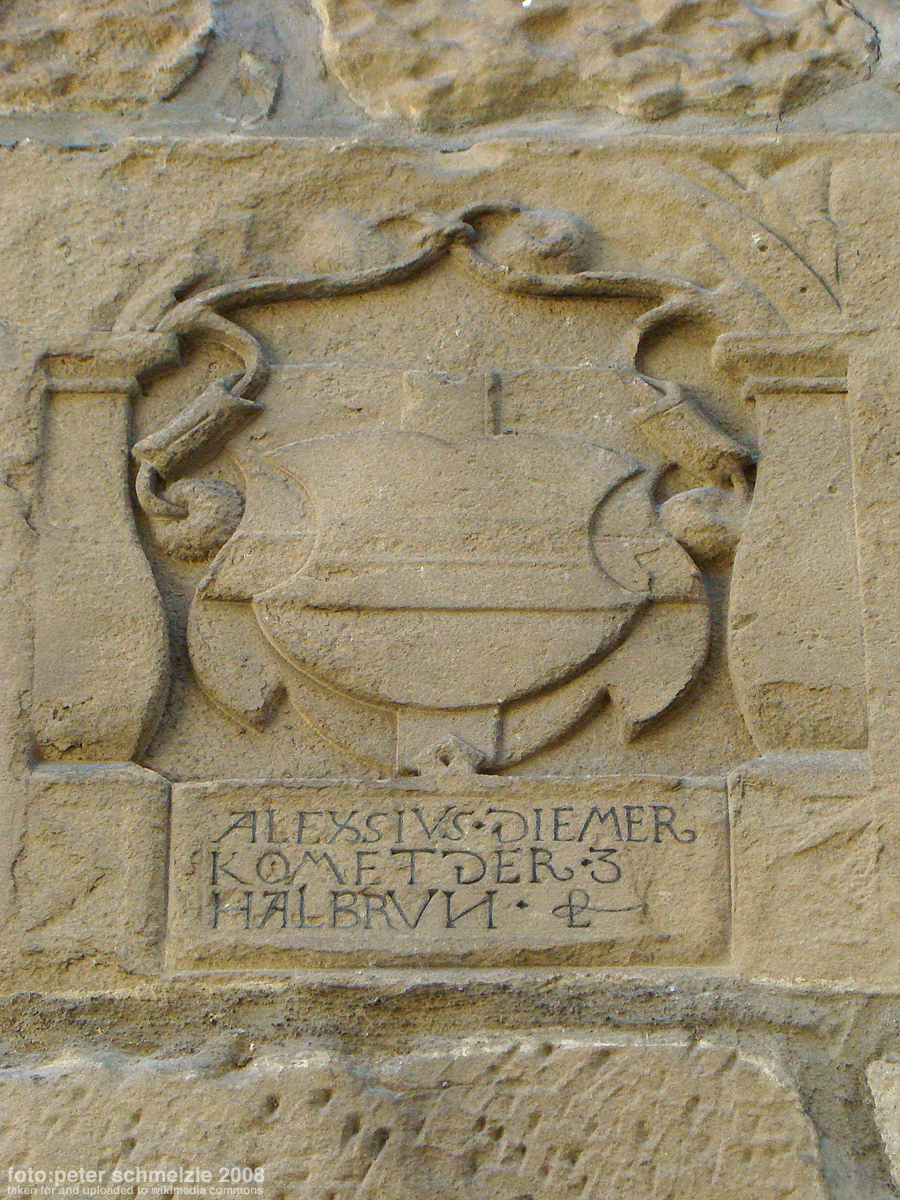
Diemer-Wappen am Staffelgiebelhaus

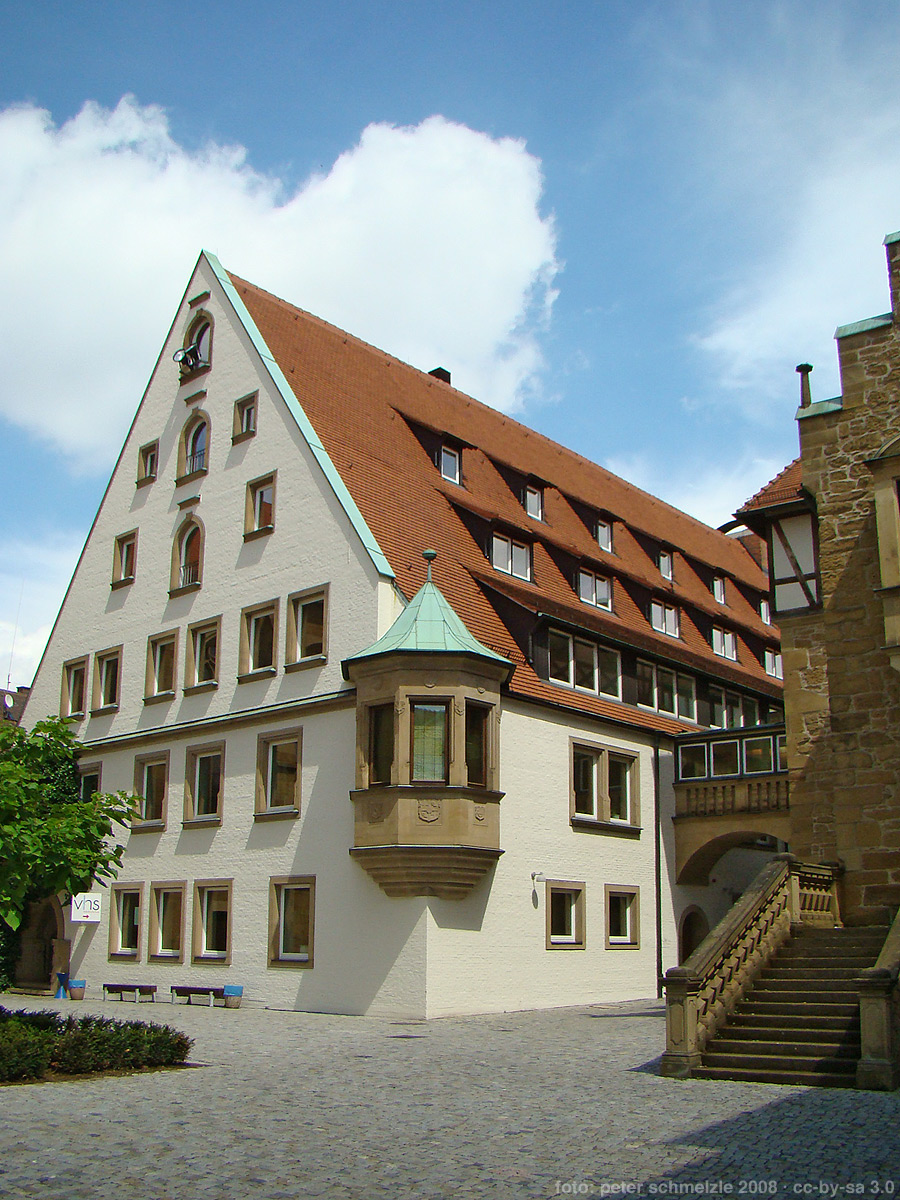
Die Ritterherberge ist eine ungefähre Nachbildung des historischen Gebäudes

Die ehemalige Ritterherberge wurde 1556 nördlich des Staffelgiebelhauses errichtet. Das heutige Gebäude ist äußerlich eine ungefähre Nachbildung des historischen Baukörpers und ist mit dem Staffelgiebelhaus durch eine hochgelegene Brücke verbunden. Die südwestliche Ecke des Ritterhauses trägt einen fünfseitigen Erker, über und unter dessen Fenstern Deutschordenswappen angebracht sind. Den Boden des Erkers bildet eine polygonale Konsole. Das Gebäude war nach dem Zweiten Weltkrieg mehrere Jahrzehnte Sitz der Stadtbücherei, heute befindet sich dort die Volkshochschule.

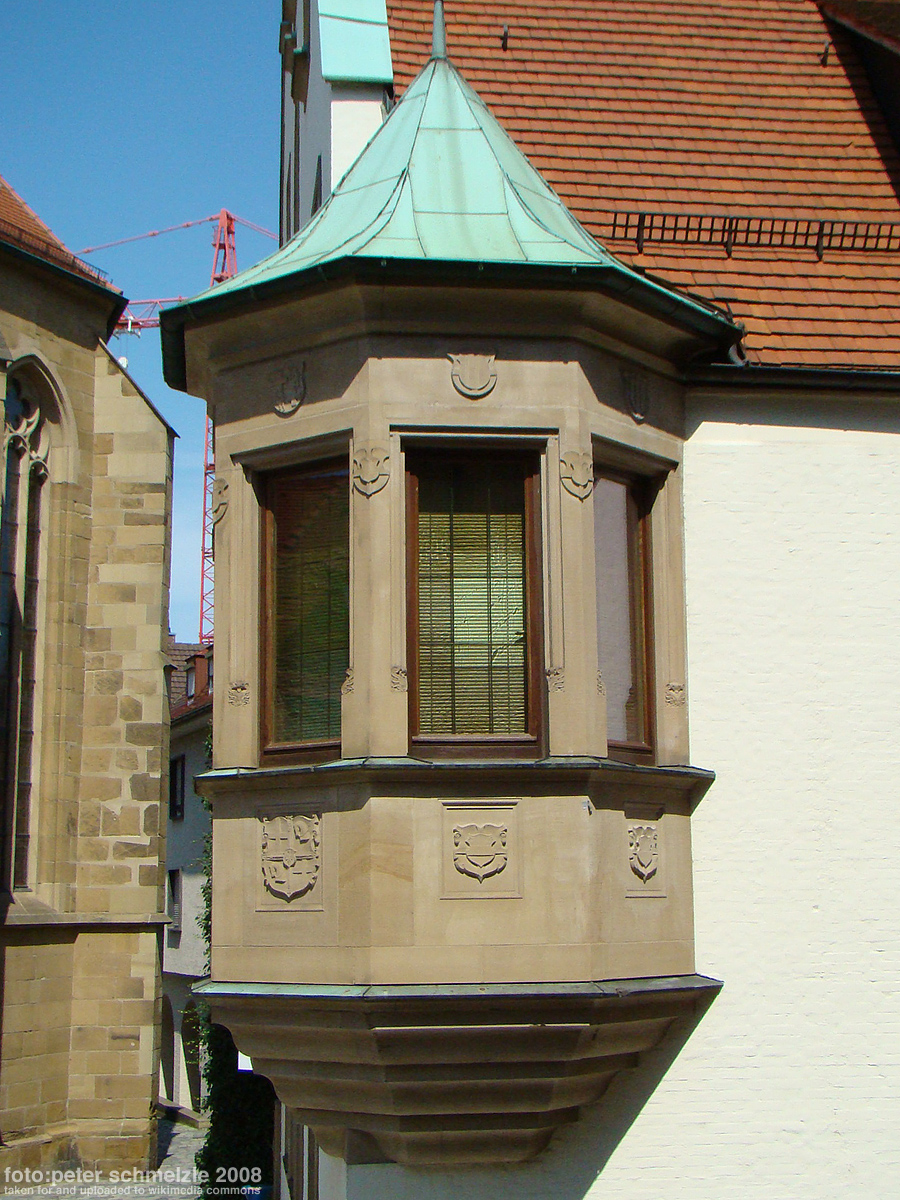
Erker der Ritterherberge
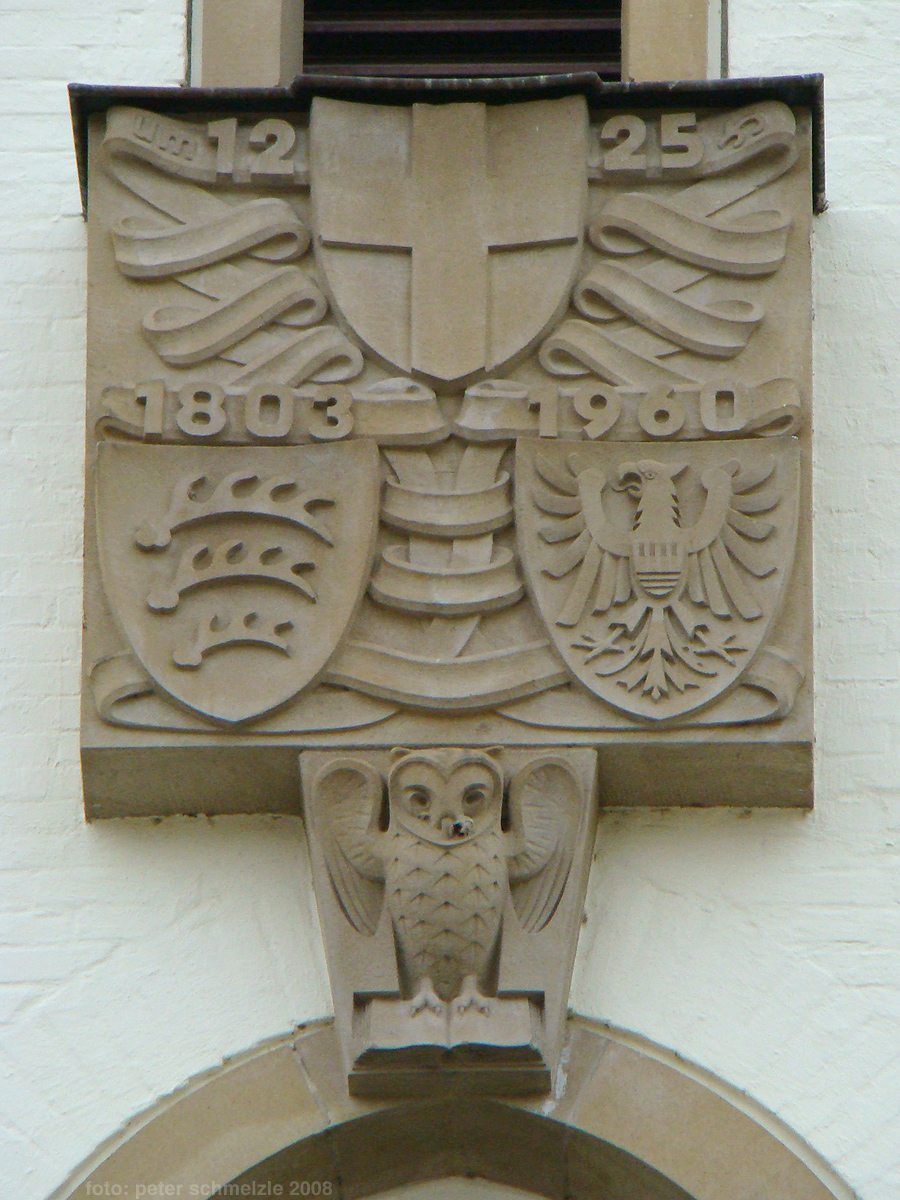
Wappenstein am Ritterhaus zeigt die historischen Besitzer der Anlage
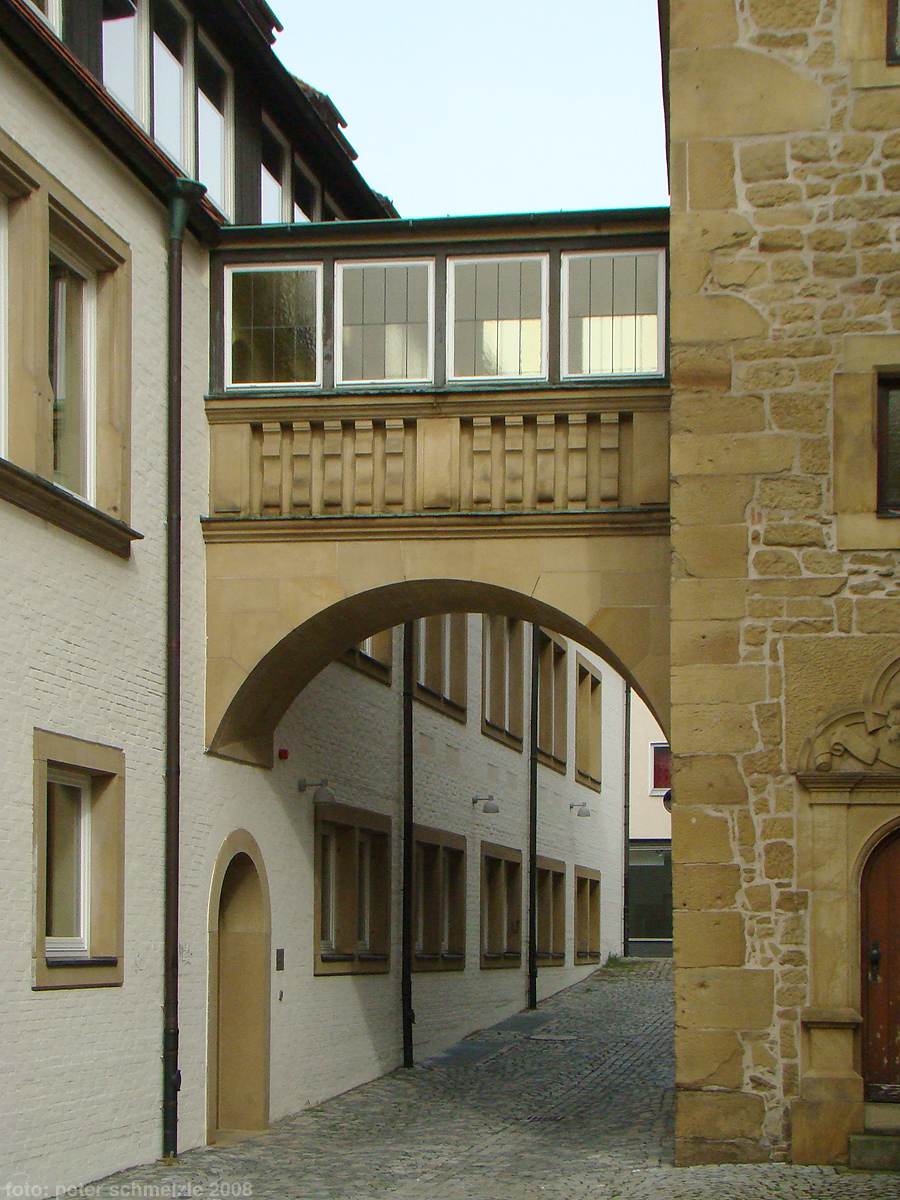
Brücke zwischen Ritterherberge und Staffelgiebelhaus

### Großer Deutschhof

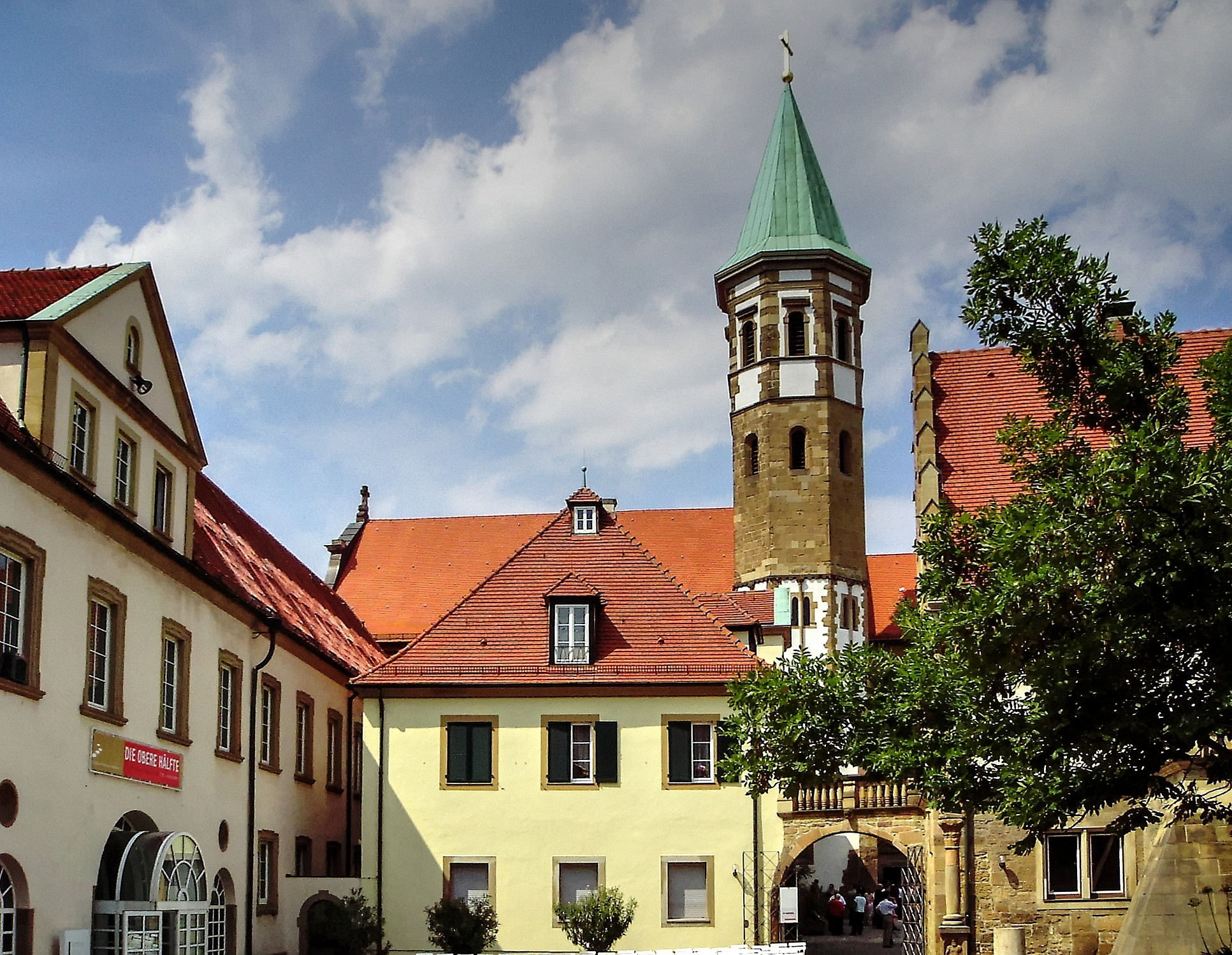
Großer Deutschhof: links der Behringerbau in der Mitte der Stein-Kallenfelsische Bau, dahinter der Turm des Deutschordensmünsters

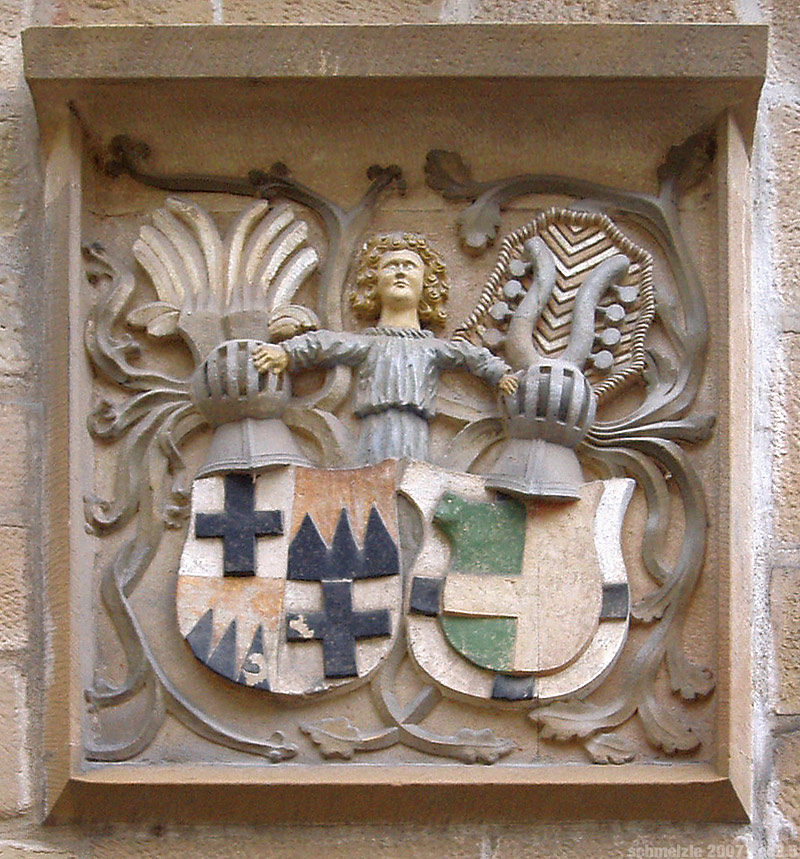
Wappenstein im Deutschhof

Im Südwesten der Anlage wurde 1712 mit dem sogenannten Neuen Bau begonnen, an dessen Platz ursprünglich ein in krummer Linie stehende alter und schadhafter irregulärer Bau stand. Die Schäden sollten zuerst ausgebessert werden, doch entschloss man sich zu einem Neubau. Baumeister war der gräflich Öttingische Rat und Ingenieur Wilhelm Heinrich Behringer. Nach seinen Plänen sollte die Baulinie an der Westseite des Deutschhofgebiets gegenüber dem Stadtgebiet begradigt werden. Zur Ausschmückung der langen Westfront gedachte Säulen, die auf städtisches Gebiet zu stehen gekommen wären, wurden von der Stadt Heilbronn abgelehnt. Es entstand ein heute noch bestehender zweistöckiger Bau unter den Komturen von Reinach und von Hoheneck. Der erste Bauabschnitt reichte von der Kirche bis zum Haupteingang des Deutschhofs. In den Jahren 1714 bis 1716 entstand der anschließende Teil bis zur Südwestecke. Der Südflügel wurde anschließend bis 1718 gebaut. Die ganze Fassade der beiden langgestreckten 24-achsigen Flügel wird mit ionischen Pilastern, betonten steinernen Fensterlaibungen, wuchtigen Dachmansarden und kräftigen Werksteingesimsen gegliedert. Der Westflügel erhielt drei Zwerchgiebel, das Dach des Südflügels ist einfacher gehalten. Ein Durchgang am östlichen Ende des Südflügels führt durch ein kleines rundbogiges Tor in den Innenhof. Über dem Eingang in der Mitte des Westflügels befand sich eine Madonna, die Beschützerin des Ordens. Heute befindet sich dort ein bronzenes Wappen, das an den einstmals hier ansässigen Deutschorden erinnern soll und 1961 von der Stuttgarter Bildhauerin Gertrud Angelika Wetzel geschaffen wurde. Der erste Stock umfasste mehrere Kammern, eine Gaststube, Dienerstuben und eine Torstube. Im zweiten Stock befanden sich sieben geräumige Zimmer und der bekannte, schöne und große Truchsesssaal.
Den südöstlichen Flügel bildet das 1977 erbaute, äußerlich schlichte Gebäude des Stadtarchivs Heilbronn an der Stelle des ehemaligen Wagen- und Kornhauses von 1512. Das mehrstöckige Gebäude hat drei Untergeschosse und enthält neben Archivräumen und Büros auch Ausstellungsflächen im Erdgeschoss, die als Haus der Stadtgeschichte genutzt werden.

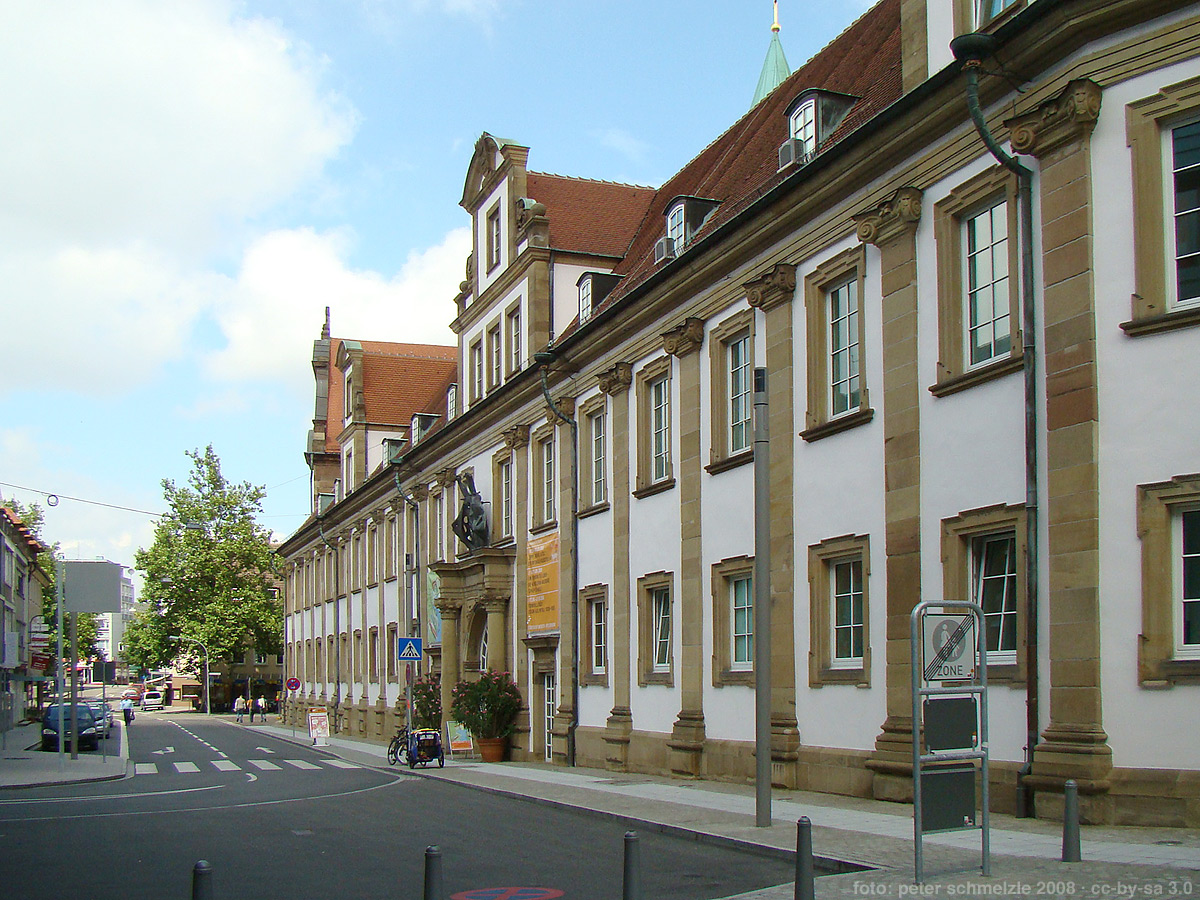
Außenfassade des Behringerbaus
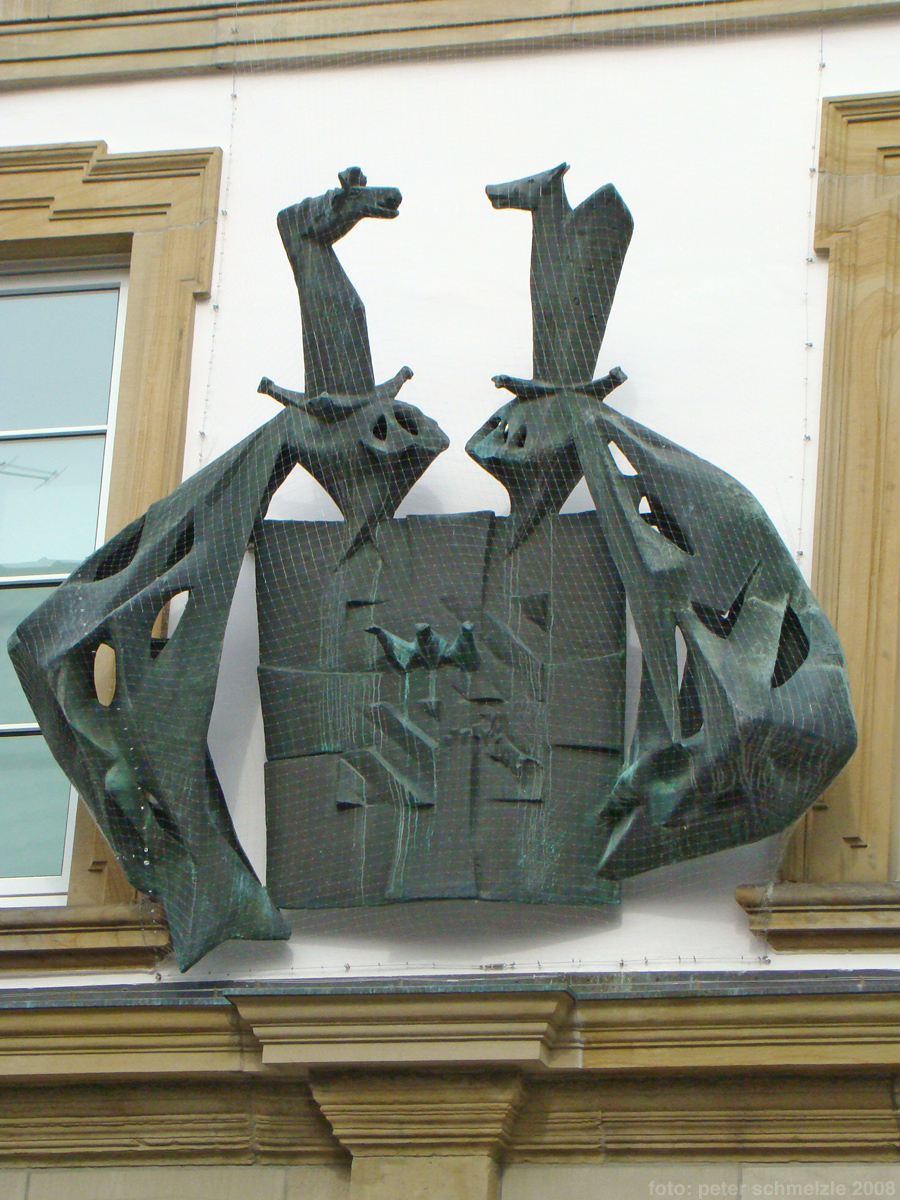
Stilisiertes Deutschordens-Wappen am Behringerbau von Angelika Wetzel
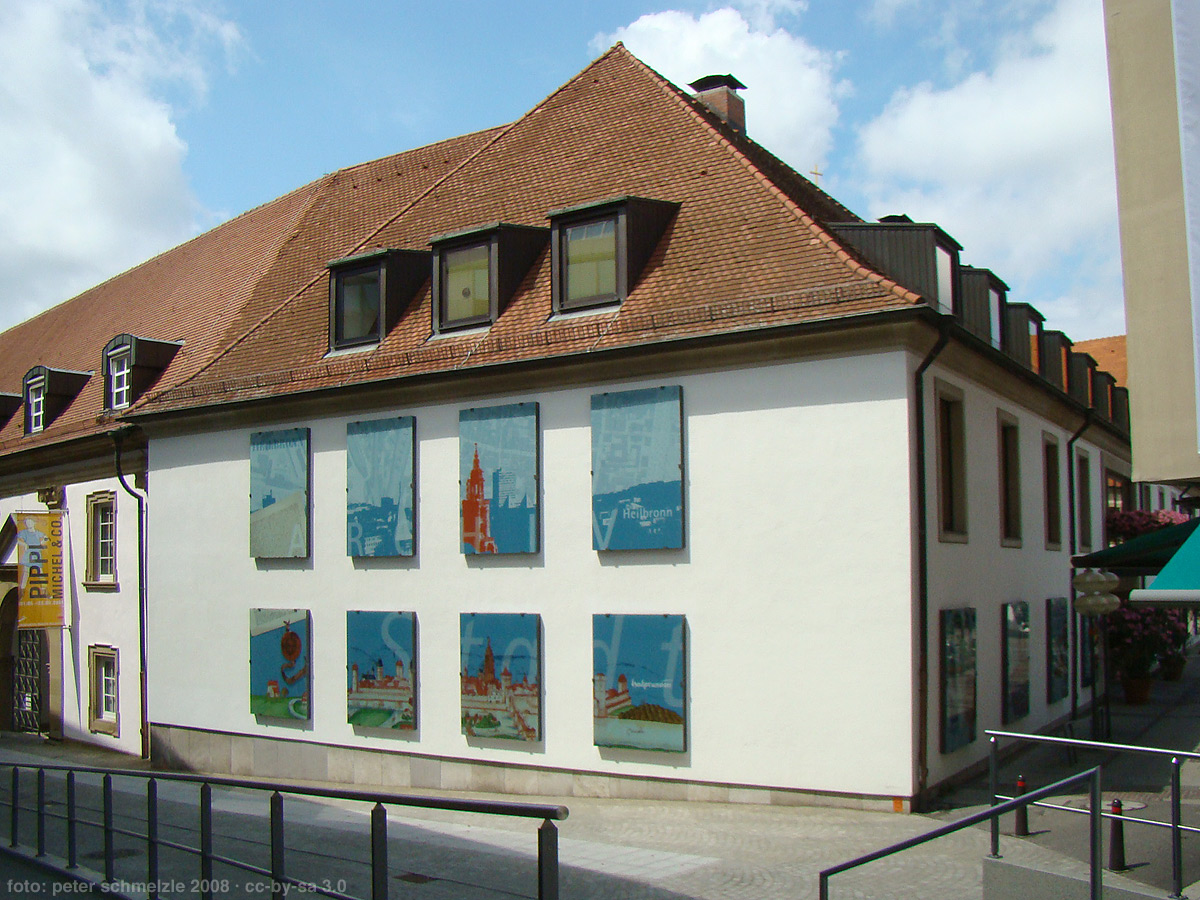
Archivgebäude